# Lars Andreas Larssen
Pour les articles homonymes, voir Larssen.
Lars Andreas Larssen (né le 27 mars 1935 à Melbo – mort le 29 janvier 2014 à Oslo) est un acteur norvégien.
Avec son épouse Sonja Lid, il a établi en 1962 à Stavanger le Bureau de paix (Fredskontoret).

## Filmographie partielle
- 1959 : Herren og hans tjenere d'Arne Skouen
- 1995: Kjærlighetens kjøtere de Hans Petter Moland.

## Source
- (en) Cet article est partiellement ou en totalité issu de l’article de Wikipédia en anglais intitulé « Lars Andreas Larssen » (voir la liste des auteurs).

1. ↑  (no) Vibeke Johnsen, « Skuespilleren Lars Andreas Larssen er død - Aktuelt », sur side2.no, Egmont Publishing, 29 janvier 2014 (consulté le 10 septembre 2020).
2. ↑  
Fredskontoret